# Клейборн (округ, Міссісіпі)
Шаблон:StateAbbr_ 31°58′ пн. ш. 90°55′ зх. д. / 31.97° пн. ш. 90.91° зх. д.
Округ  Клейборн (англ. Claiborne County) — округ (графство) у штаті Міссісіпі, США. Ідентифікатор округу 28021.

## Історія
Округ утворений 1802 року.

## Демографія
За даними перепису 
2000 року 
загальне населення округу становило 11831 осіб, зокрема міського населення було 2998, а сільського — 8833.
Серед мешканців округу чоловіків було 5459, а жінок — 6372. В окрузі було 3685 домогосподарств, 2532 родин, які мешкали в 4252 будинках.
Середній розмір родини становив 3,35.
Віковий розподіл населення поданий у таблиці:
| Стать    | До 15 років | 15-21 | 22-29 | 30-39 | 40-49 | 50-65 | 65-85 | Понад 85 |
| -------- | ----------- | ----- | ----- | ----- | ----- | ----- | ----- | -------- |
| Чоловіки | 1270        | 1132  | 701   | 552   | 697   | 646   | 395   | 66       |
| Жінки    | 1283        | 1316  | 765   | 695   | 793   | 738   | 638   | 144      |

## Суміжні округи
- Воррен — північ
- Гіндс — північний схід
- Копая — південний схід
- Джефферсон — південь
- Тенсас, Луїзіана — захід

## Виноски
1. ↑  U.S. Decennial Census. United States Census Bureau. Архів оригіналу за 26 квітня 2015. Процитовано 3 листопада 2014.
2. ↑  Historical Census Browser. University of Virginia Library. Архів оригіналу за 11 Серпня 2012. Процитовано 3 листопада 2014.
3. ↑  Population of Counties by Decennial Census: 1900 to 1990. United States Census Bureau. Архів оригіналу за 28 Грудня 2014. Процитовано 3 листопада 2014.
4. ↑  Census 2000 PHC-T-4. Ranking Tables for Counties: 1990 and 2000 (PDF). United States Census Bureau. Архів оригіналу (PDF) за 18 Грудня 2014. Процитовано 3 листопада 2014.
5. ↑  State & County QuickFacts. United States Census Bureau. Архів оригіналу за 8 липня 2011. Процитовано 3 вересня 2013.(англ.) Наведено за англійською вікіпедією.
6. ↑  American FactFinder. Бюро перепису населення США. Архів оригіналу за 29 липня 2011. Процитовано 31 січня 2008.

| США | Це незавершена стаття з географії США. Ви можете допомогти проєкту, виправивши або дописавши її. |